# Török József (apát)
Török József (Osgyán, 1740-es évek – Osgyán, 1824. május 15.) apát-plébános. 

## Élete
1767-ben Esztergom megyei klerikus lett és a bölcseleti első osztályba lépett. Mint Esztergom megyei fölszentelt pap három első évét Rimaszombatban töltötte mint káplán, ahonnét Várgedére ment plébánosnak, 1777-ben pedig már mint rozsnyómegyébe kebelezett pap rimaszombati plébános lett, 1807-ben biersi apát lett. 1808-ban nyugalomba ment. 

## Művei
- Francisco Kohári comiti Honthensi. Hely n., 1793. (Költemény).
- Serenissimo archiduci Carolo Gallorum domitori. Viennae, 1796. (Költ.).
- Bonaparte heroicus Galliae civis et Italici exercitus dux, pace in Campo Formio confecta anno 1797. 17. Octobris celebratus. Neosolii, (Költ.).
- Epitaphium quod sepulchrali ducis et generalis Christophori Piácsek marmori in perenne magnanimitatis monumentum inscriptsit. Hely n. 1799.
- Carmen funere quo Russiae magnae principi Alexandrae Pavlae, serenissimi Austriae archiducis, et pro-regis Hungariae Josephi desideratissimi conjugi e patriae suae sensu parentat. Viennae. 1801. (Melléklet a M. Kurir 1801. I. feléhez).
- Francisci Szányi, episcopi Rosnaviensis inauguratio celebrata per ... Viennae, 1802.
- Epithalamium invicto Galliae caesari Napoleoni et Austriae caesareae principi Ludovicae Augustis ac felicissimis conjugibus dicatum ... Neosoli, 1810.
- Lusus in caesareae regiae principis Mariae Ludovicae nuptias. per J. S. A. B. M. V. de B. Budae, 1810. (Költ.).
- Ill. ac Rev. Dno Georgio Karaba electo episcopo abbati SS. Trinitatis de Siklóss praeposito majori Rosnaviensi et canonico hoc monumentum statuit anno 1813. Agriae. (Költ.).
- Eucharisticon Francisco Austriacorum, Alexandro Russorum caesaribus augustis, et Frid. Vilhelmo, Borussorum regi serenissimo, vindicibus libertatis Pii VII. pontificius et urbis Romae magnanimis. Budae, 1815. (A bécsi M. Kurir 1815. I. feléhez is mellékelve. Ugyanez németül. Győr, 1815.).
- Plausus in solenni Ill. ac Rev. Ladislai e comitibus Eszterházy de Galantha, in episcopalem cathedram Rosnaviensem inaguratione, anno 1815. Cassoviae, 1815. (Költ.).
- Ill. ac Rev. Dno Antonio Makay de Eadem et Gelej, Neosohensem episcopalem sedem die 18. Aprilis anno 1819. adeunti. Neosolii.
- Agria Ill. et Rev. Dno Ignatio e L. B. Szepessy de Négyes, Magni Transilvaniae principatus episcopo abs se abscendenti lacrimas et vota fundit. Agriae, 1820. (Ugyanaz mint «Rendkívül való Toldalék a XLII. sz. M. Kurirhoz». Hely n. Költ.).
- Carmen elegiacum in consolationem Com. Forgách, dignitate supremi Nitriensium Comitis exuti ...
- Suprema ad suos districtuales dicta verba ... (Valószinűleg 1808. évből).